# Raido Ränkel
Raido Ränkel (* 13. Januar 1990 in Rakvere, Estnische SSR, Sowjetunion) ist ein ehemaliger estnischer Biathlet und vormaliger Skilangläufer. Er startete ab 2009 im Skilanglauf-Weltcup und nahm in dieser Sportart an zwei Olympischen Spielen teil. 2019 wechselte er zum Biathlonsport, kam dort aber nie in die Nähe vorderer Platzierungen.

## Sportliche Laufbahn

### Skilanglauf

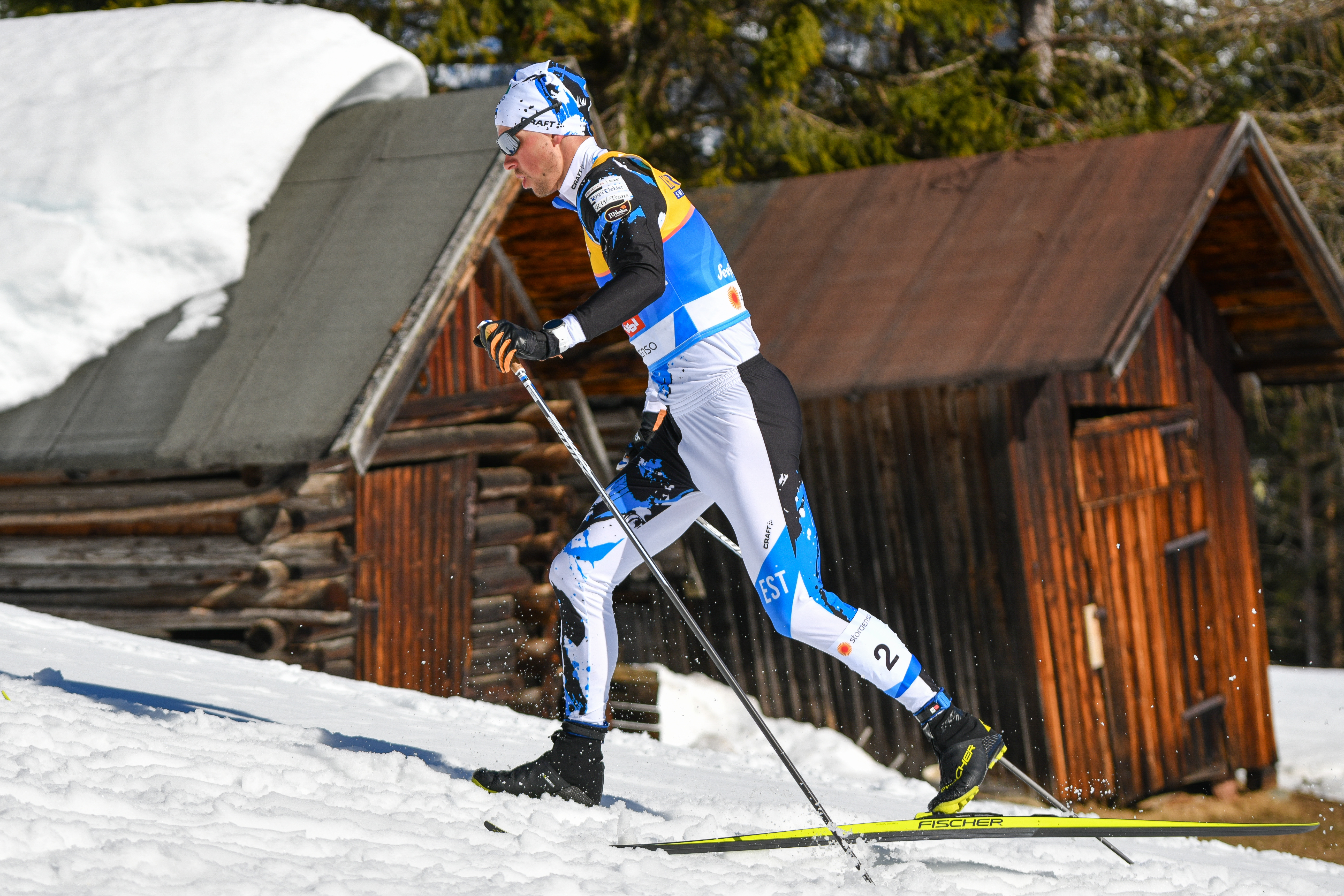
Ränkel bei den Nordischen Skiweltmeisterschaften 2019 in Seefeld

Raido Ränkel nahm ab 2007 vorwiegend an FIS-Rennen und am Scandinavian Cup teil. Dabei waren in der Saison 2010/11 zwei fünfte Plätze im Sprint und der 15. Platz in der Gesamtwertung seine besten Ergebnisse. Sein erstes Weltcuprennen lief er im Januar 2009 in Otepää, welches er mit dem 66. Platz im Sprint beendete. Seine besten Platzierungen bei den nordischen Skiweltmeisterschaften 2013 im Val di Fiemme war der 49. Platz im 50-km-Massenstartrennen und der 17. Rang im Teamsprint. Im Februar 2014 konnte er in Szklarska Poręba mit dem 34. Platz im 15-km-Massenstartrennen, sein bisher bestes Weltcupeinzelergebnis erzielen. Seine besten Resultate bei den Olympischen Winterspielen 2014 in Sotschi waren der 51. Rang im Sprint und der 10. Platz mit der Staffel. Seine besten Ergebnisse bei den nordischen Skiweltmeisterschaften 2015 in Falun waren der 35. Platz im 50-km-Massenstartrennen und der 14. Rang im Teamsprint. In der Saison 2015/16 belegte er den 65. Platz bei der Weltcup-Minitour in Ruka und den 50. Platz bei der Tour de Ski 2016. Bei der Ski Tour Canada 2016, die er vorzeitig beendete, holte er mit dem 25. Platz im Sprint seine ersten Weltcuppunkte. Im Januar 2016 wurde er in Mammaste estnischer Meister im Sprint. Zu Beginn der Saison 2016/17 kam er in Ruka mit Platz 28 im Sprint erneut in die Punkteränge und belegte bei der Weltcup Minitour in Lillehammer den 82. Platz. Im Februar 2017 wurde er estnischer Meister im Sprint und über 15 km klassisch. Bei den nordischen Skiweltmeisterschaften 2017 in Lahti errang er den 46. Platz im Sprint, den 34. Platz über 15 km klassisch und den 14. Platz zusammen mit Marko Kilp im Teamsprint. Im Februar 2018 lief er bei den Olympischen Winterspielen in Pyeongchang auf den 59. Platz über 15 km Freistil, auf den 31. Rang im Sprint und auf den 12. Platz mit der Staffel. Seine letzte Saison im Skilanglauf bestritt der Este 2018/19, erzielte aber weder im Weltcup noch bei den Weltmeisterschaften einen Platz unter den besten 30.
Nach seinem Wechsel zum Biathlon und späteren Karriereende nimmt Ränkel weiterhin regelmäßig an den nationalen Meisterschaften teil und ergatterte mehrfach Medaillen, außerdem gelang ihm im August 2020 im Massenstart über 27 Kilometer von Tartu ein Sieg im Rollerskiweltcup.

### Biathlon
Zur Saison 2019/20 wechselte Ränkel zum Biathlonsport und wurde zu Beginn des Winters sofort in den Weltcupkader beordert. Allerdings machte sich die fehlende Erfahrung am Schießstand deutlich bemerkbar, Ränkel schloss einen Großteil der Rennen mit fünf oder mehr Schießfehlern ab und erzielte nur einmal, als 64. des Weltcups von Kontiolahti, eine mehr oder weniger gute Platzierung. Trotz seiner extremen Leistungsschwankungen hielt der estnische Verband auch in den folgenden drei Wintern an seinem Weltcupstartplatz fest, sodass er seine ersten zwei Weltmeisterschaften bestritt und auch immer fester Bestandteil der Männerstaffeln war. Im Februar 2022 nahm der 32-Jährige in Peking an seinen dritten Olympischen Spielen teil und erreichte mit Rang 51 im Sprint und Platz 47 in der Verfolgung seine mit Abstand besten Ergebnisse auf höchster Ebene. Das Staffelrennen schloss er an der Seite von Rene Zahkna, Kristo Siimer und Kalev Ermits als 15. ab. Im Winter 2022/23 gelangen Ränkel in den Verfolgungsrennen von Hochfilzen und Nové Město na Moravě mit den Rängen 46 und 44 seine besten Weltcupresultate, in Nové Město kam mit Platz elf auch sein bestes Staffelergebnis zustande. Nach der Saison 2023/24 gab der Este im Alter von 34 Jahren das Ende seiner Laufbahn als Leistungssportler bekannt, seine letzten Biathlonrennen bestritt er im Rahmen der Sommerbiathlon-Weltmeisterschaften 2024 in seiner Heimat.

## Persönliches
Ränkel ist verheiratet und lebt in Võru.

## Teilnahmen an Weltmeisterschaften und Olympischen Winterspielen (Skilanglauf)

### Olympische Spiele
- 2014 Sotschi: 10. Platz Staffel, 51. Platz Sprint Freistil, 61. Platz 15 km klassisch
- 2018 Pyeongchang: 12. Platz Staffel, 31. Platz Sprint klassisch, 59. Platz 15 km Freistil

### Nordische Skiweltmeisterschaften
- 2013 Val di Fiemme: 17. Platz Teamsprint Freistil, 49. Platz 50 km klassisch Massenstart, 57. Platz Sprint klassisch
- 2015 Falun: 14. Platz Teamsprint Freistil, 16. Platz Staffel, 35. Platz 50 km klassisch Massenstart, 45. Platz Sprint klassisch
- 2017 Lahti: 14. Platz Teamsprint klassisch, 34. Platz 15 km klassisch

## Statistiken

### Siege bei Rollerski-Weltcuprennen
| Nr. | Datum           | Ort    | Disziplin                  |
| --- | --------------- | ------ | -------------------------- |
| 1.  | 22. August 2020 | Otepää | 27 km Freistil Massenstart |

### Weltcupplatzierungen (Skilanglauf)

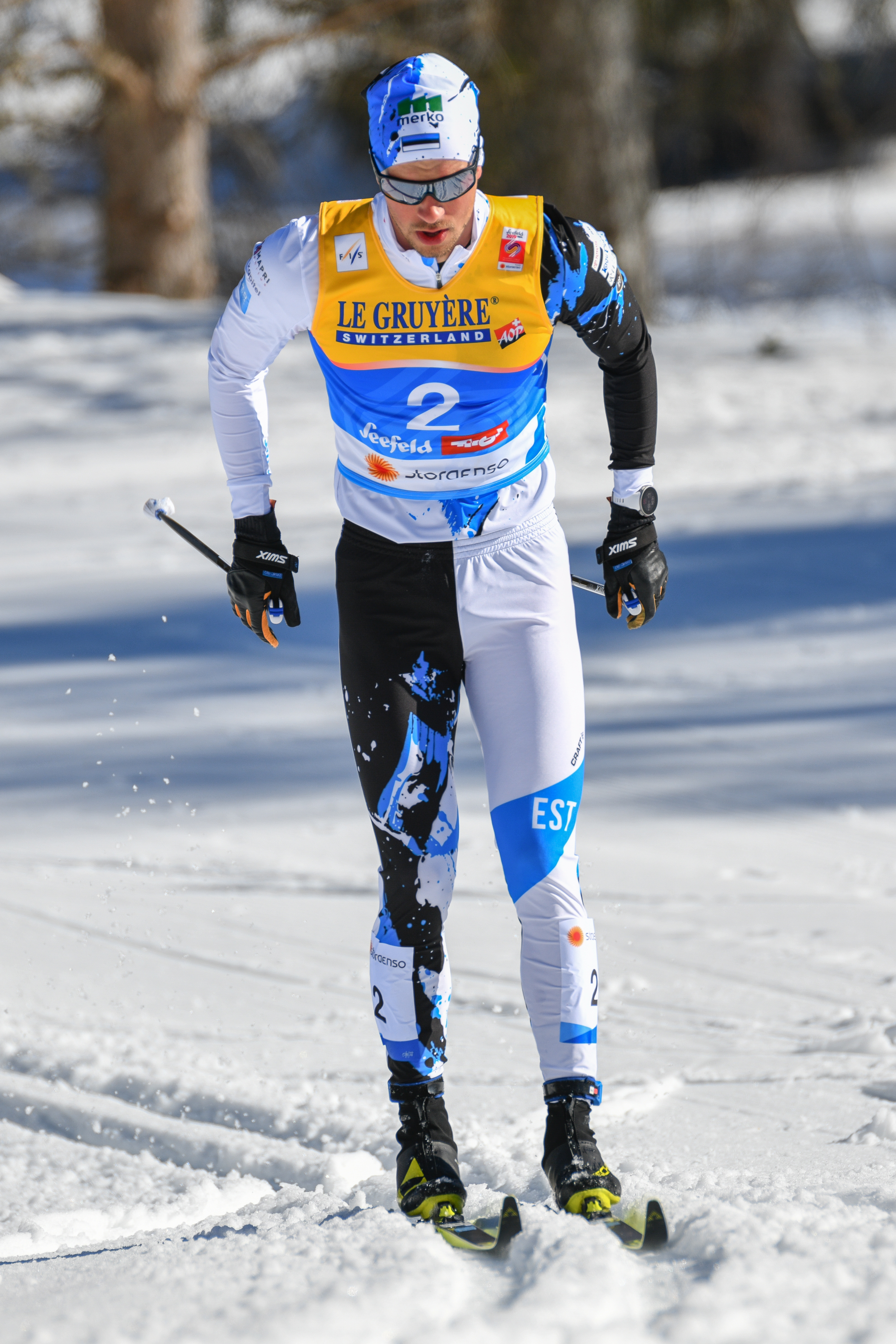
Ränkel 2019 in Seefeld

Die Tabelle zeigt die erreichten Platzierungen im Einzelnen.
- 1.–3. Platz: Anzahl der Podiumsplatzierungen
- Top 10: Anzahl der Platzierungen unter den ersten zehn
- Punkteränge: Anzahl der Platzierungen innerhalb der Punkteränge
- Starts: Anzahl gelaufener Rennen in der jeweiligen Disziplin
- Hinweis: Bei den Distanzrennen erfolgt die Einordnung gemäß FIS.

| Platzierung         | Distanzrennen a | Distanzrennen a | Distanzrennen a | Distanzrennen a | Distanzrennen a | Skiathlon Verfolgung | Sprint | Etappen- rennen b | Gesamt | Team   | Team    |
| Platzierung         | ≤ 5 km          | ≤ 10 km         | ≤ 15 km         | ≤ 30 km         | > 30 km         | Skiathlon Verfolgung | Sprint | Etappen- rennen b | Gesamt | Sprint | Staffel |
| ------------------- | --------------- | --------------- | --------------- | --------------- | --------------- | -------------------- | ------ | ----------------- | ------ | ------ | ------- |
| 1. Platz            |                 |                 |                 |                 |                 |                      |        |                   |        |        |         |
| 2. Platz            |                 |                 |                 |                 |                 |                      |        |                   |        |        |         |
| 3. Platz            |                 |                 |                 |                 |                 |                      |        |                   |        |        |         |
| Top 10              |                 |                 |                 |                 |                 |                      |        |                   |        | 1      | 1       |
| Punkteränge         |                 |                 |                 |                 |                 |                      | 3      |                   | 3      | 5      | 5       |
| Starts              | 2               | 9               | 26              | 2               | 2               | 17                   | 49     | 8                 | 115    | 5      | 5       |
| Stand: Karriereende |                 |                 |                 |                 |                 |                      |        |                   |        |        |         |

### Weltcupwertungen (Skilanglauf)
Ergebnisse bei Skilanglauf-Weltcups (Disziplinen- und Gesamtweltcup) gemäß Punktesystem:
| Saison  | Distanz | Distanz | Sprint | Sprint | Gesamt | Gesamt |
| Saison  | Platz   | Punkte  | Platz  | Punkte | Platz  | Punkte |
| ------- | ------- | ------- | ------ | ------ | ------ | ------ |
| 2015/16 | –       | –       | 90.    | 6      | 136.   | 6      |
| 2016/17 | –       | –       | 91.    | 3      | 162.   | 3      |
| 2017/18 | –       | –       | 59.    | 16     | 110.   | 16     |

### Weltcupplatzierungen (Biathlon)
Die Tabelle zeigt alle Platzierungen (je nach Austragungsjahr einschließlich Olympische Spiele und Weltmeisterschaften).
- 1.–3. Platz: Anzahl der Podiumsplatzierungen
- Top 10: Anzahl der Platzierungen unter den ersten zehn (einschließlich Podium)
- Punkteränge: Anzahl der Platzierungen innerhalb der Punkteränge (einschließlich Podium und Top 10)
- Starts: Anzahl gelaufener Rennen in der jeweiligen Disziplin
- Staffel: inklusive Mixed- und Single-Mixed-Staffeln

| Platzierung         | Einzel | Sprint | Verfolgung | Massenstart | Staffel | Gesamt |
| ------------------- | ------ | ------ | ---------- | ----------- | ------- | ------ |
| 1. Platz            |        |        |            |             |         |        |
| 2. Platz            |        |        |            |             |         |        |
| 3. Platz            |        |        |            |             |         |        |
| Top 10              |        |        |            |             |         |        |
| Punkteränge         |        |        |            |             | 28      | 28     |
| Starts              | 9      | 33     | 2          |             | 28      | 72     |
| Stand: Karriereende |        |        |            |             |         |        |

### Olympische Winterspiele

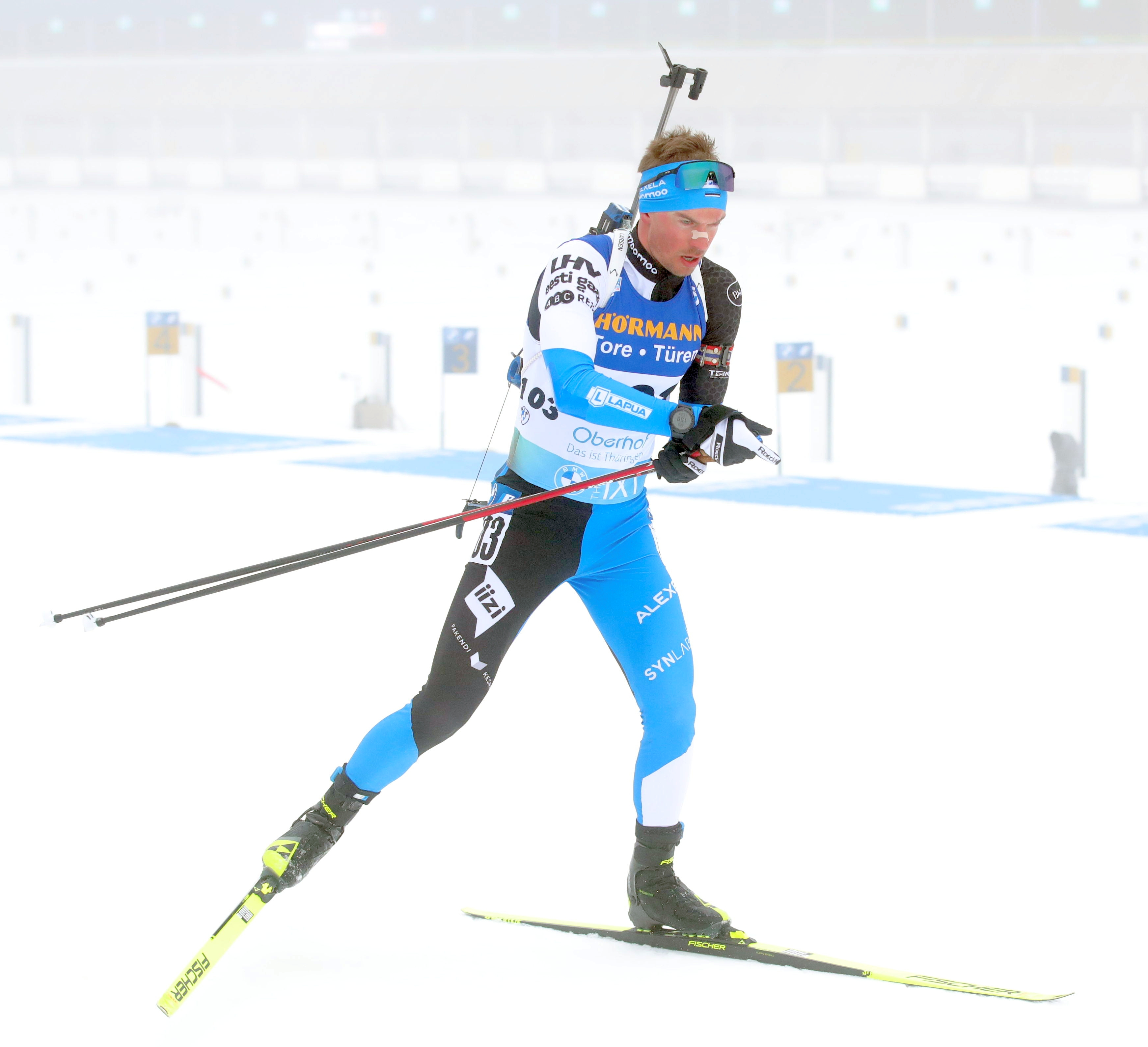
Ränkel 2023 bei den Weltmeisterschaften in Oberhof

Ergebnisse bei Olympischen Winterspielen:
|                                        | Einzelwettbewerbe | Einzelwettbewerbe | Einzelwettbewerbe | Einzelwettbewerbe | Staffelwettbewerbe | Staffelwettbewerbe |
| Einzel                                 | Sprint            | Verfolgung        | Massenstart       | Männerstaffel     | Mixedstaffel       |                    |
| -------------------------------------- | ----------------- | ----------------- | ----------------- | ----------------- | ------------------ | ------------------ |
| Olympische Winterspiele 2022 \| Peking | 73.               | 51.               | 47.               | –                 | 15.                | –                  |

### Weltmeisterschaften
Ergebnisse bei Weltmeisterschaften:
| Weltmeisterschaften | Weltmeisterschaften | Einzelwettbewerbe | Einzelwettbewerbe | Einzelwettbewerbe | Einzelwettbewerbe | Staffelwettbewerbe | Staffelwettbewerbe | Staffelwettbewerbe |
| Jahr                | Ort                 | Einzel            | Sprint            | Verfolgung        | Massenstart       | Männerstaffel      | Mixedstaffel       | S.-M.-Staffel      |
| ------------------- | ------------------- | ----------------- | ----------------- | ----------------- | ----------------- | ------------------ | ------------------ | ------------------ |
| 2020                | Antholz             | –                 | 95.               | –                 | –                 | 21.                | –                  | –                  |
| 2021                | Pokljuka            | –                 | 89.               | –                 | –                 | 21.                | –                  | –                  |
| 2023                | Oberhof             | –                 | 51.               | 55.               | –                 | 15.                | –                  | –                  |
| 2024                | Nové Město          | 78.               | 51.               | 53.               | –                 | 17.                | –                  | –                  |